# Radio Educación

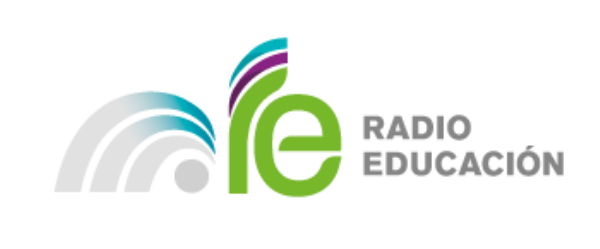

Radio Educación (auch bekannt als XEEP-AM) ist ein staatlicher mexikanischer Radiosender. Gegründet wurde er am 30. November 1924 auf Initiative des damaligen Bildungsministers José Vasconcelos.
Heute ist Radio Educación dem Bildungsministerium unterstellt und wird vom Kulturrat Conaculta verwaltet. Der staatliche Auftrag des Senders ist die Verbreitung von Bildung, Kunst und Kultur. Die Sendezentrale befindet sich in der Colonia Del Valle in Mexiko-Stadt. Zu den bekannteren Sendungen gehören unter anderem die Nachrichtensendung „Pulso“ und die Diskussionsveranstaltung „Entrecruzamientos“, die täglich zwischen 19 und 20 Uhr ausgestrahlt wird.
Angeschlossen an den Sender ist außerdem das Hörarchiv „Fonoteca“, das mit mehr als 600.000 Tondokumenten größte seiner Art in Lateinamerika. Die Dauerausstellung des Archivs befindet sich in der Avenida Francisco Sosa in Coyoacán.